# Valahnúkur (bergstopp i Island, Suðurland, lat 63,82, long -19,70)
Valahnúkur är en bergstopp i republiken Island. Den ligger i regionen Suðurland, 110 km öster om huvudstaden Reykjavík. Toppen på Valahnúkur är 805 meter över havet.
Trakten runt Valahnúkur är nära nog obefolkad, med mindre än två invånare per kvadratkilometer. Det finns inga samhällen i närheten. Trakten runt Valahnúkur består i huvudsak av gräsmarker.